# Mohamed El-Morsy
Mohamed El Morsy (tiếng Ả Rập: محمد المرسي) (sinh ngày 9 tháng 3 năm 1986) là một tiền đạo bóng đá người Ai Cập thi đấu cho đội bóng tại Ittihad của Giải bóng đá ngoại hạng Ai Cập theo dạng cho mượn từ El Zamalek.
Anh ghi bàn trong màn ra mắt cho Ittihad trong trận mở màn của giải vô địch trước Petrojet.